# I Flintstones e WWE - Botte da orbi!
I Flintstones e WWE - Botte da orbi! (The Flintstones & WWE: Stone Age SmackDown!) è un film d'animazione direct-to-video statunitense del 2015, diretto da Spike Brandt e Tony Cervone.
È il secondo film che viene prodotto in collaborazione da Warner Bros. Animation e WWE Studios dopo Scooby-Doo! e il mistero del wrestling (2014). La pellicola è stata distribuita il 10 marzo 2015 dalla Warner Home Video.

## Trama
Quando Fred Flintstone perde i soldi della vacanza della sua famiglia, cerca un piano per recuperarli. Convince l'amico Barney Rubble a diventare un wrestler professionista come John Cenastone (John Cena), Rey Mysteriopal (Rey Mysterio), e The Undertaker, tra gli altri. Fred diventa allora il booker della sua promozione di wrestling per riprendersi il denaro.

## Produzione
Secondo Daniel Bryan, i lottatori hanno registrato le loro voci durante SummerSlam, nel 2013. Collette Sunderman era il direttore del casting e della voce.
Anche numerosi altri lottatori e personaggi WWE (compreso il proprietario/presidente/A.D. Vince McMahon) diedero le voci ai personaggi del film.